# Kondor
Kondor ist der Trivialname der beiden größten Vogelarten aus der Familie der Neuweltgeier (Cathartidae), des Andenkondors (Vultur gryphus) und des Kalifornienkondors (Gymnogyps californianus). Die beiden Arten sind jedoch innerhalb der Familie nicht näher miteinander verwandt und bilden zusammen kein in der aktuellen Systematik verwendetes Taxon.

## Taxonomische Geschichte und Verwandtschaftsbeziehungen
‚Cóndor‘ (eingedeutscht ‚Kondor‘) ist ein spanisches Lehnwort von Quechua kuntur. Die spanischen Konquistadoren im 16. Jahrhundert dürften die ersten Europäer gewesen sein, die einen Kondor zu Gesicht bekamen.
Der wissenschaftliche Name des Andenkondors, Vultur gryphus, wurde 1758 von Carl von Linné geprägt. Der Kalifornienkondor wurde 1797 von George Shaw (dem Pionier der Klassifizierung der Tierwelt Australiens) unter dem Namen Vultur californianus erstbeschrieben und damit in die unmittelbare Verwandtschaft des Andenkondors eingeordnet. Erst im 19. Jahrhundert differenzierte man die Geier taxonomisch stärker, und 1842 wurde von René Lesson die Gattung Gymnogyps für diese Art aufgestellt. Beide Arten gehören heute jeweils einer monotypischen Gattung (Vultur bzw. Gymnogyps) an. *
Verwandtschaftsanalysen, basierend auf Vergleichen des Cytochrom-b-Gens, erbrachten, dass der Andenkondor näher mit den drei Cathartes-Arten (Truthahn-, Savannen-Gelbkopfgeier und Wald-Gelbkopfgeier) verwandt ist als mit dem Kalifornienkondor und dieser wiederum näher mit dem Rabengeier (Coragyps atratus) als mit dem Andenkondor. Die Ähnlichkeit der beiden Kondor-Arten ist somit auf Konvergenz zurückzuführen.

## Vergleich
Durch ihr generell dunkles Gefieder, den weitgehend nackten, rötlichen Kopf und ihre Größe besitzen beide Vögel eine gewisse Ähnlichkeit. Jedoch haben beide eine deutlich unterschiedliche Gesichtsphysiognomie, indem u. a. der Kalifornienkondor einen dunklen Flaum auf der Stirn besitzt, das Männchen des Andenkondors hingegen einen fleischigen Kamm. Das Männchen des Andenkondors hat zudem eine weiße Halskrause. Beim Kalifornienkondor ist diese schwarz. Im Flugbild unterscheidet sich der Kalifornienkondor durch die hellen Spiegel der Flügelunterseite deutlich vom Andenkondor.

Kopfpartie, Ansitz und Flugbild
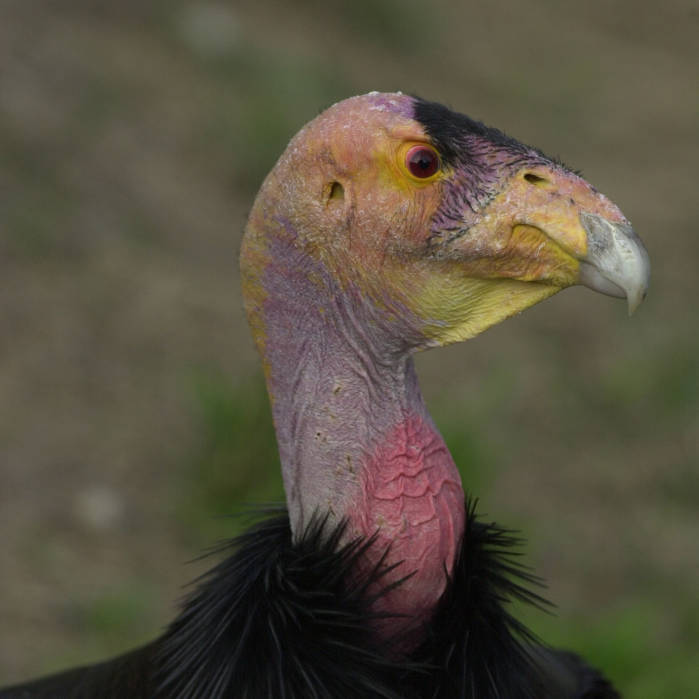
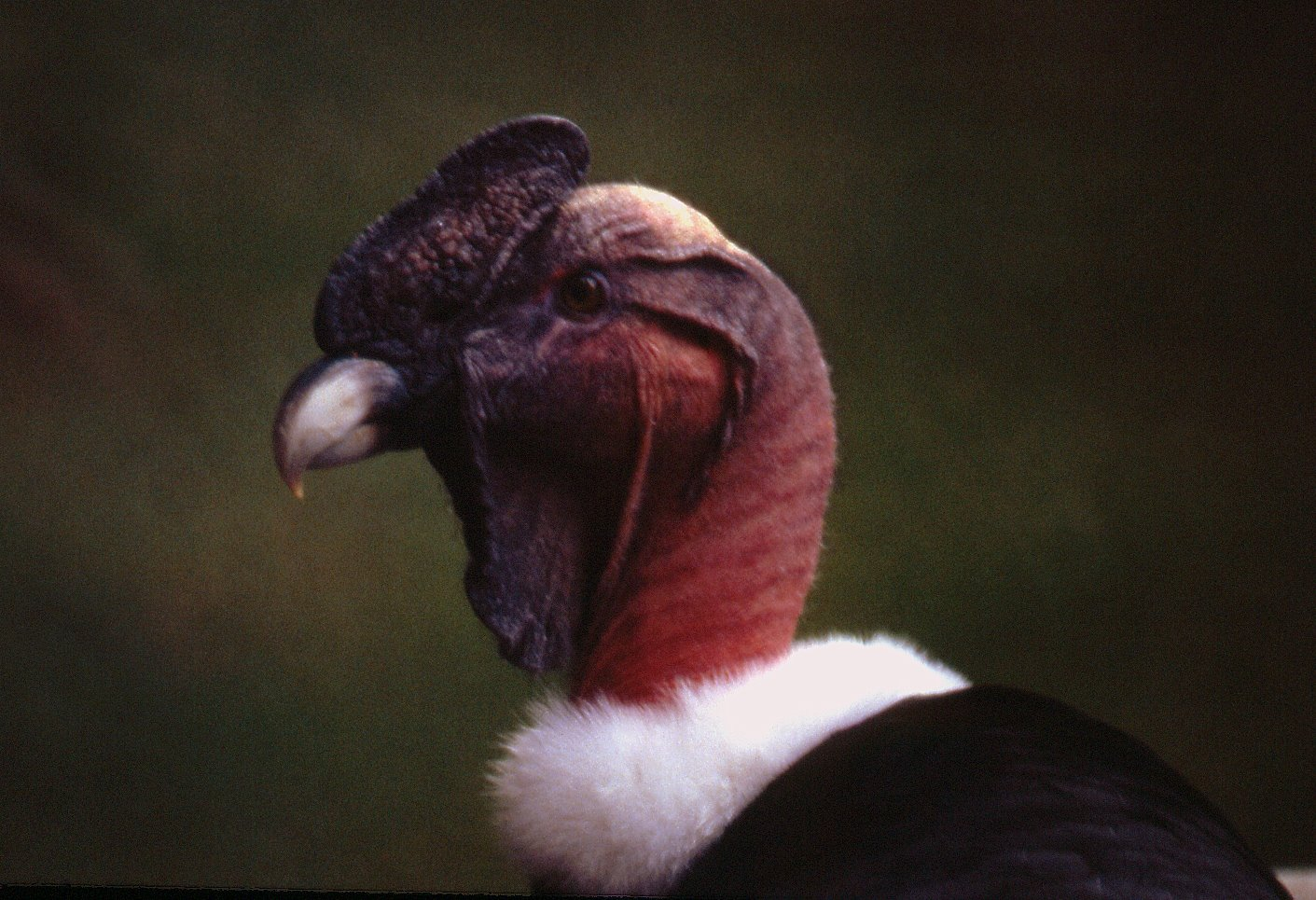
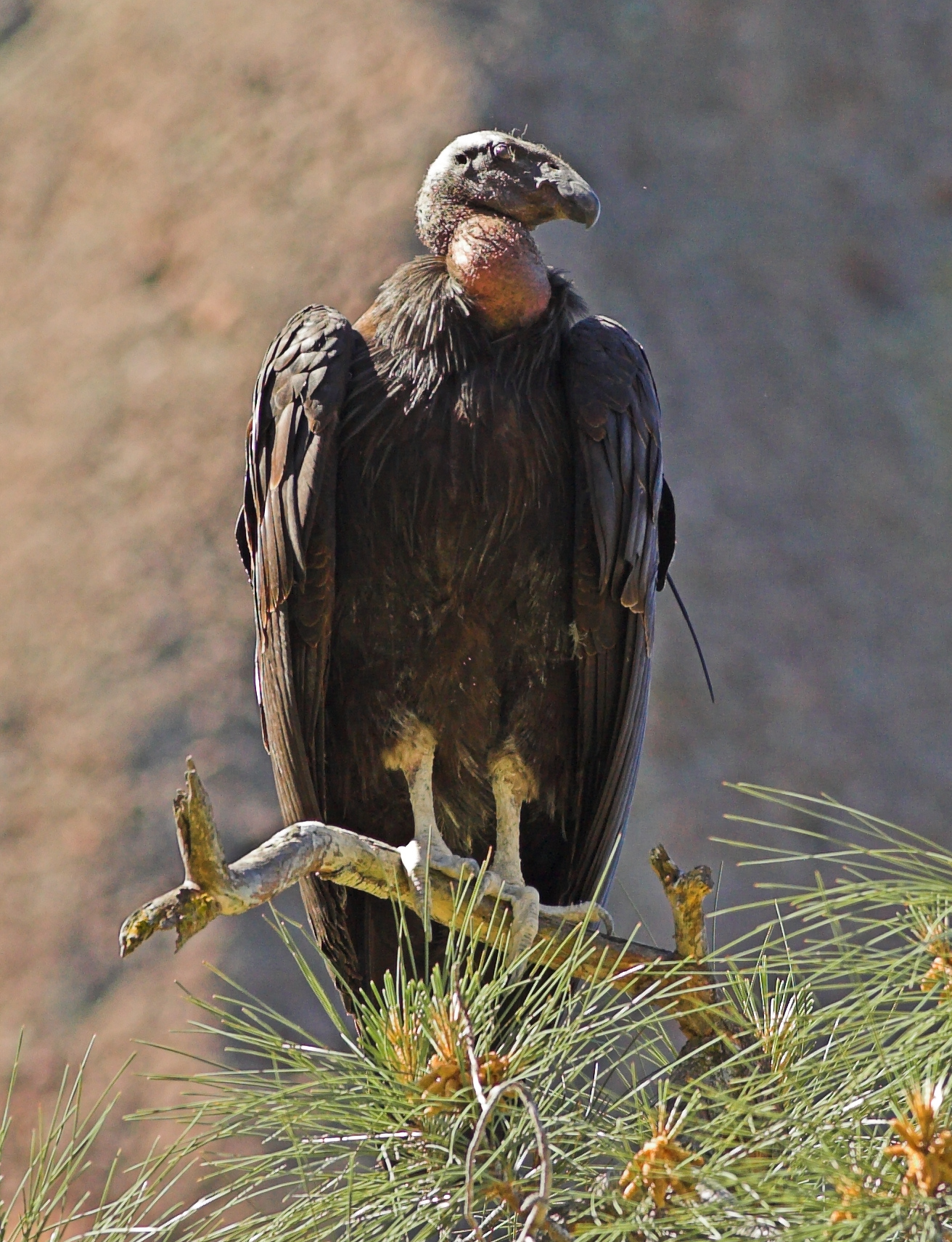
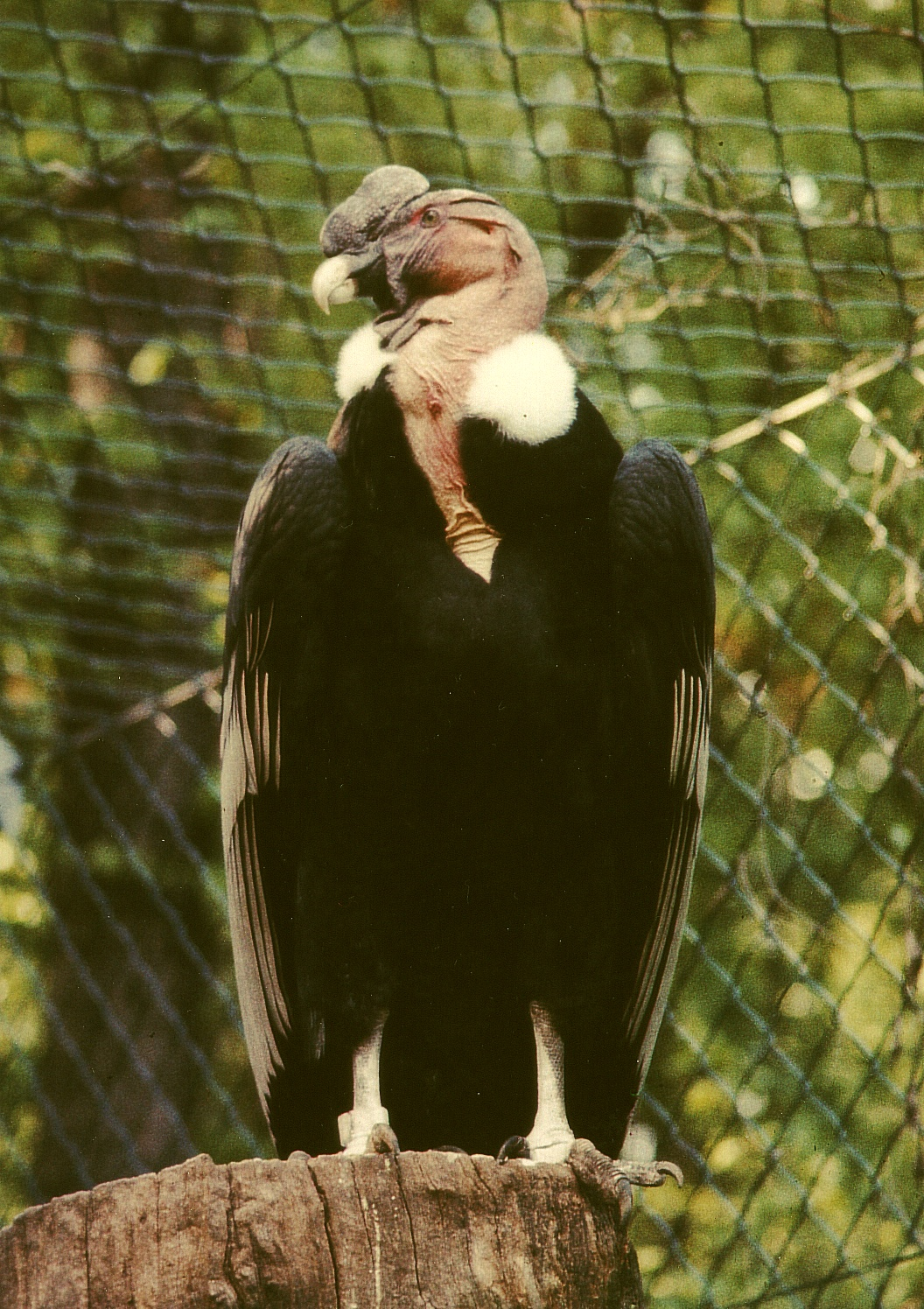
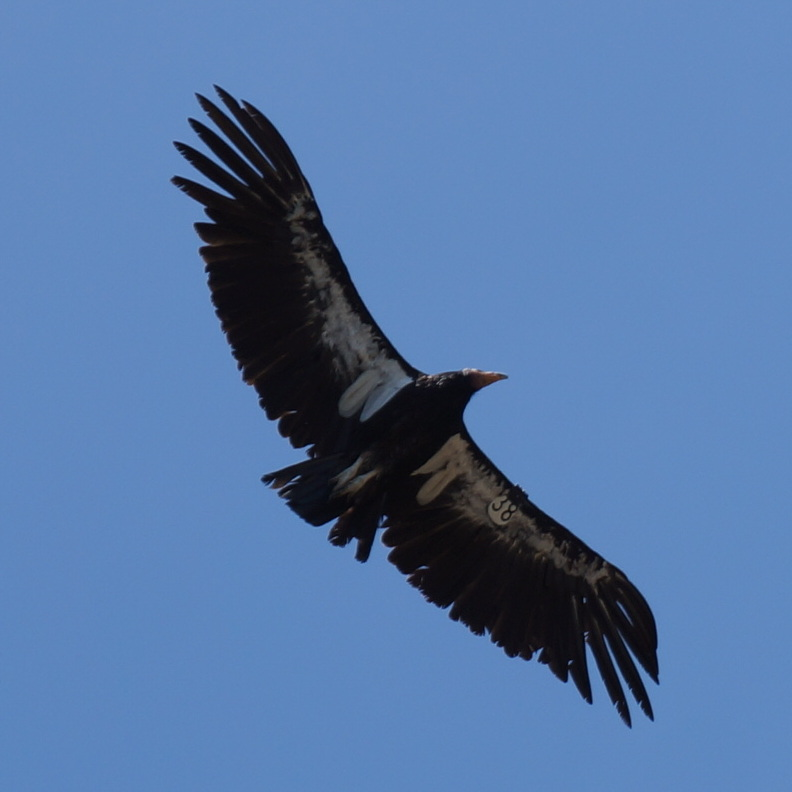
Kalifornienkondor
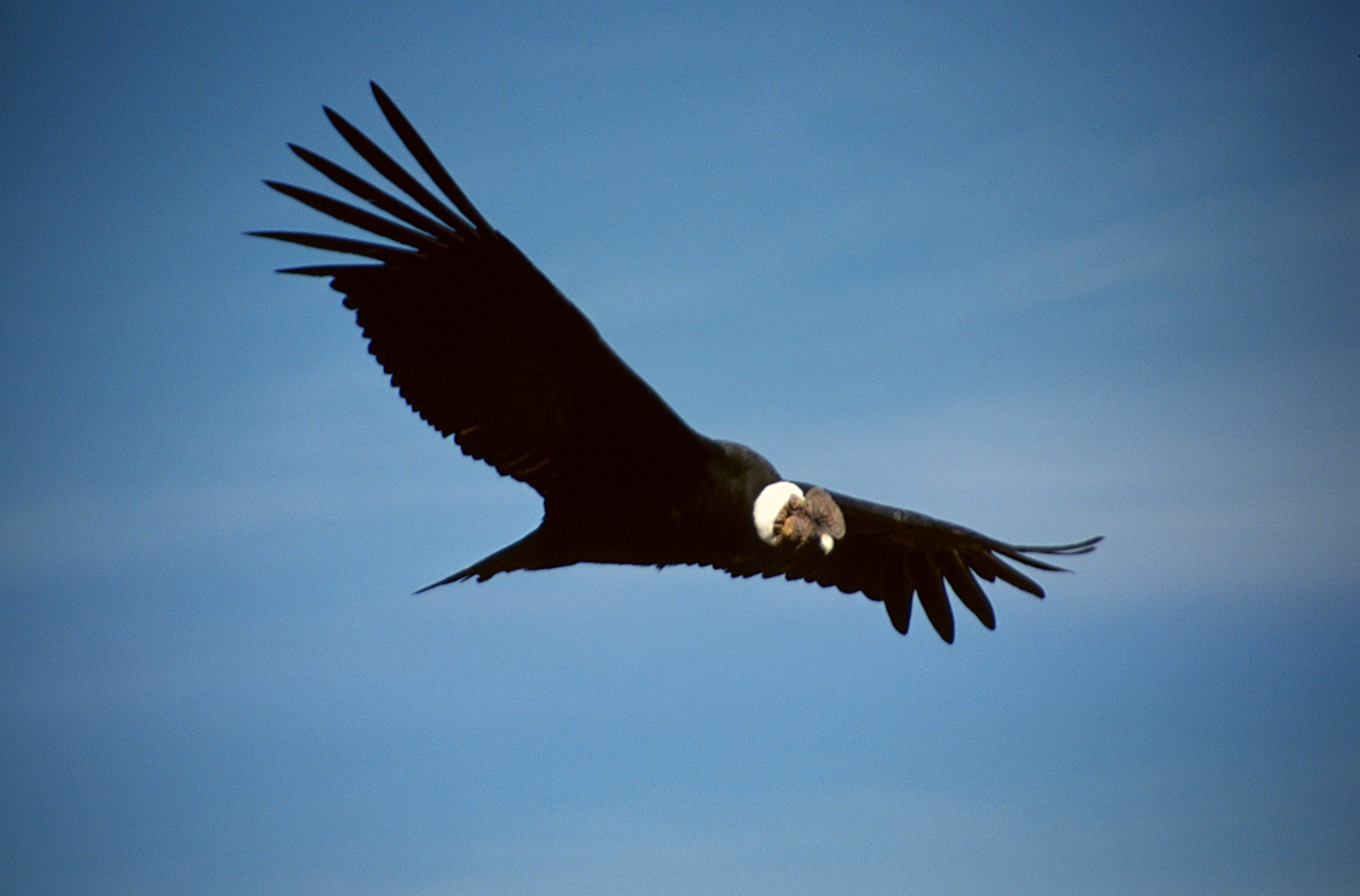
Andenkondor